# Haldorus beieri
Haldorus beieri är en insektsart som beskrevs av Rauno E. Linnavuori 1955. Haldorus beieri ingår i släktet Haldorus och familjen dvärgstritar. Inga underarter finns listade i Catalogue of Life.